# クリスチャンケイブ

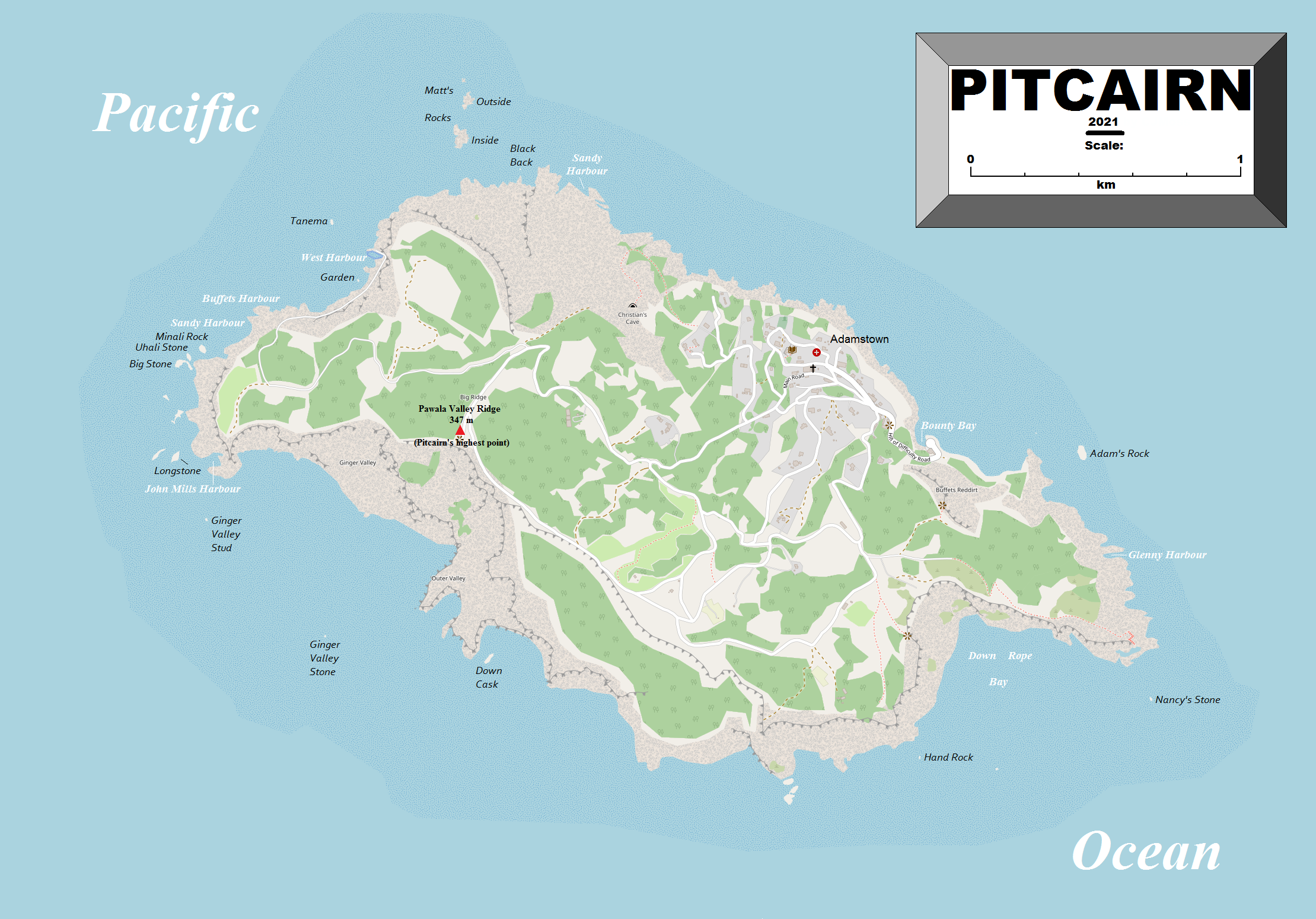
ピトケアン島の地図(OSM)
クリスチャンケイブはアダムスタウンの西にある。

クリスチャンケイブ（Christian's Cave、Christians Cave）とはバウンティ号の反乱事件で有名な南太平洋に浮かぶイギリス領の孤島、ピトケアン島にある洞窟である。海を見渡せる高さ約200mの岩山の所にある。
バウンティ号の反乱のリーダーであるフレッチャー・クリスチャンのお気に入りの場所で、島に住み着いた後、いつも一人でこの洞窟に来ては海を眺めていたと言う。

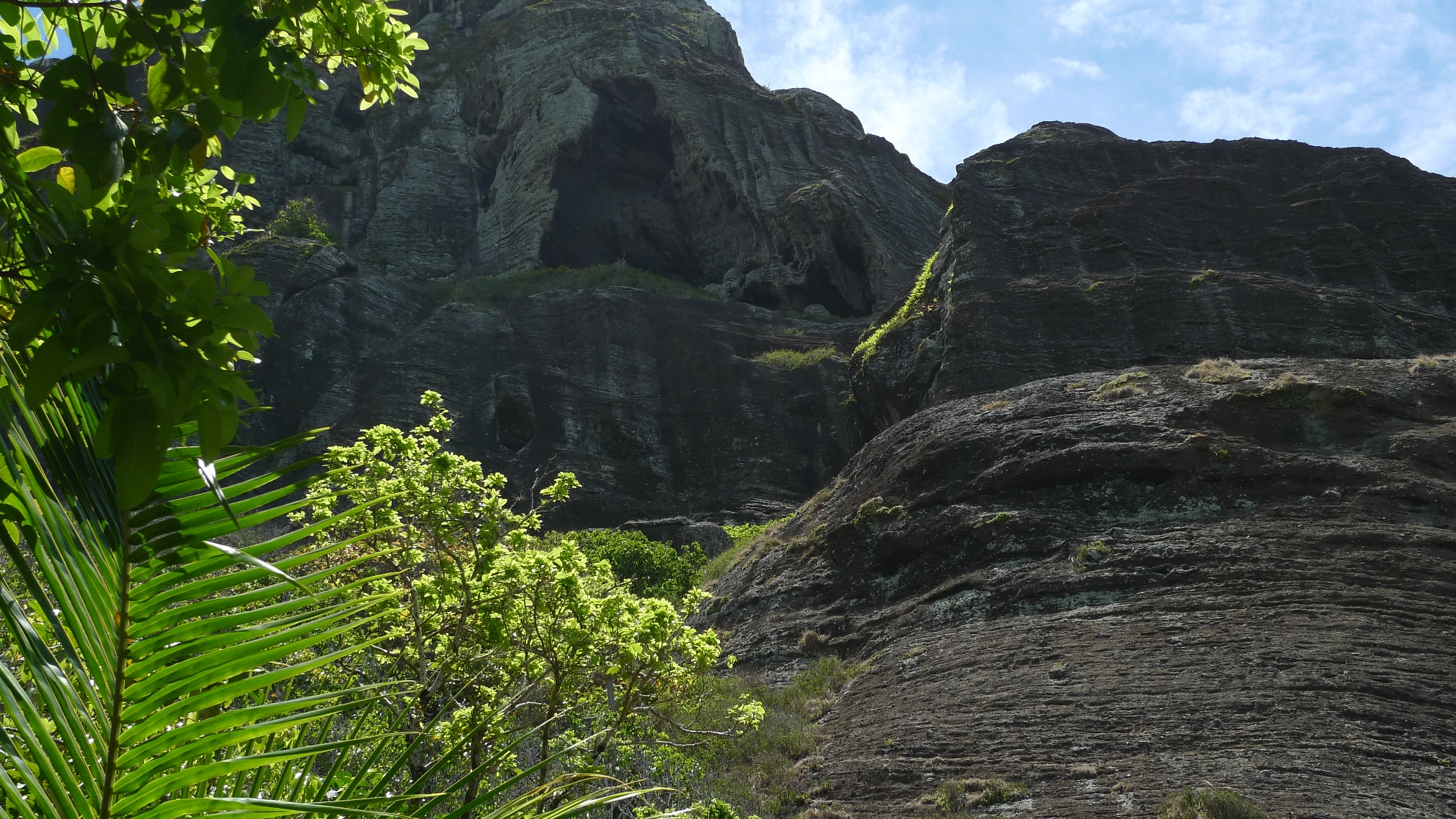
クリスチャンケイブ
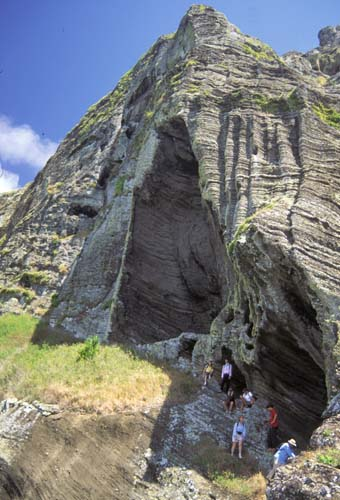
クリスチャンケイブの入口